# Ferdinand von Beust

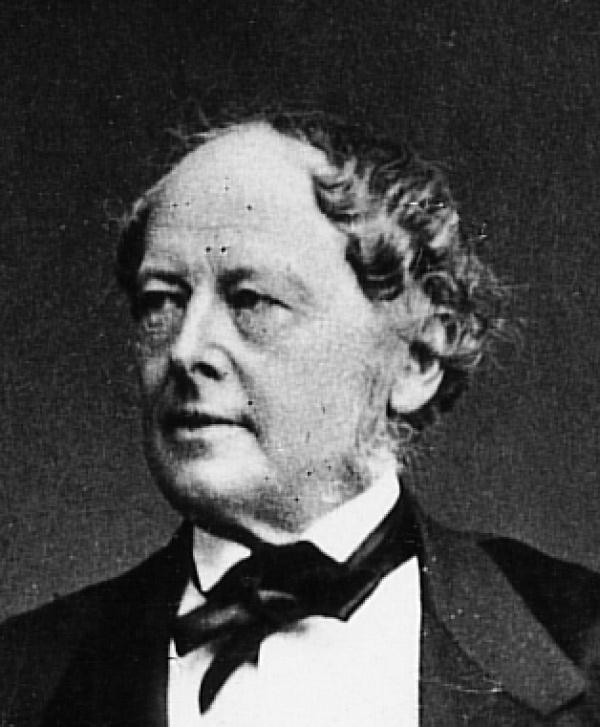
Ferdinand von Beust (rond 1860)

Friedrich Ferdinand Freiherr (sinds 1868 Graf) von Beust (Dresden, 13 januari 1809 - Slot Altenberg bij Wenen, 24 oktober 1886) was een Saksisch-Oostenrijks staatsman. Hij was een van de grootste tegenstanders van Otto von Bismarck in diens plannen Duitsland onder Pruisen te verenigen en had een beslissende invloed op de totstandkoming van de Ausgleich van 1867, die de dubbelmonarchie Oostenrijk-Hongarije deed ontstaan.

## Afkomst en studie
Ferdinand von Beust was een telg uit de Saksische tak van het oude adellijke geslacht Beust, dat oorspronkelijk uit de Mark Brandenburg stamde. Zijn vader Karl Leopold von Beust was een hoog ambtenaar, zijn oudere broer Friedrich Konstantin von Beust geoloog en inspecteur-generaal der mijnen. Hij bezocht de Kreuzschule in zijn geboortestad Dresden en studeerde vervolgens rechten aan de universiteiten van Göttingen en Leipzig, waarbij hij zich ook bezighield met politiek, filosofie en geschiedenis.

## Saksen
Beust trad na zijn studie te hebben afgerond in 1830 in de diplomatieke dienst van zijn vaderland Saksen. Na enige functies op het ministerie van Buitenlandse Zaken was hij van 1836 tot 1840 legatiesecretaris bij de gezantschappen te Berlijn en Parijs. Eind 1841 werd hij zaakgelastigde te München, in 1846 minister-resident te Londen en in mei 1848 gezant te Berlijn. In deze functies bouwde hij een opmerkelijke kennis van constitutionele zaken op en leerde hij verschillende belangrijke staatslieden kennen, onder wie Bismarck.
De Saksische koning Frederik August II benoemde Beust in 1849 tot minister van Buitenlandse Zaken in de regering-Held, in de hoop dat hij het land in de turbulente periode van de Duitse Maartrevolutie kon stabiliseren. Na Beusts afwijzing van de rijksgrondwet van het Frankfurter Parlement brak echter de Dresdener Meiopstand uit, die hij door Pruisische troepen liet neerslaan. In de daarop gevormde regering-Zschinsky werd hij naast minister van Buitenlandse Zaken ook minister van Onderwijs en Cultuur. Hij sloot op 30 mei weliswaar het driekoningsverbond met Pruisen en Hannover, maar sloeg al kort daarna een anti-Pruisische en sterk pro-Oostenrijkse richting in. Hij trachtte, met de Beierse premier Ludwig von der Pfordten, de positie van de middelgrote staten in de Duitse Bond te versterken en ze naast Oostenrijk en Pruisen tot een derde machtsblok in de Duitse politiek te maken. Hoewel Pruisen voor Saksen in economisch opzicht belangrijker was dan Oostenrijk, dreven Bismarcks plannen Beust steeds meer in de armen van het laatste land.

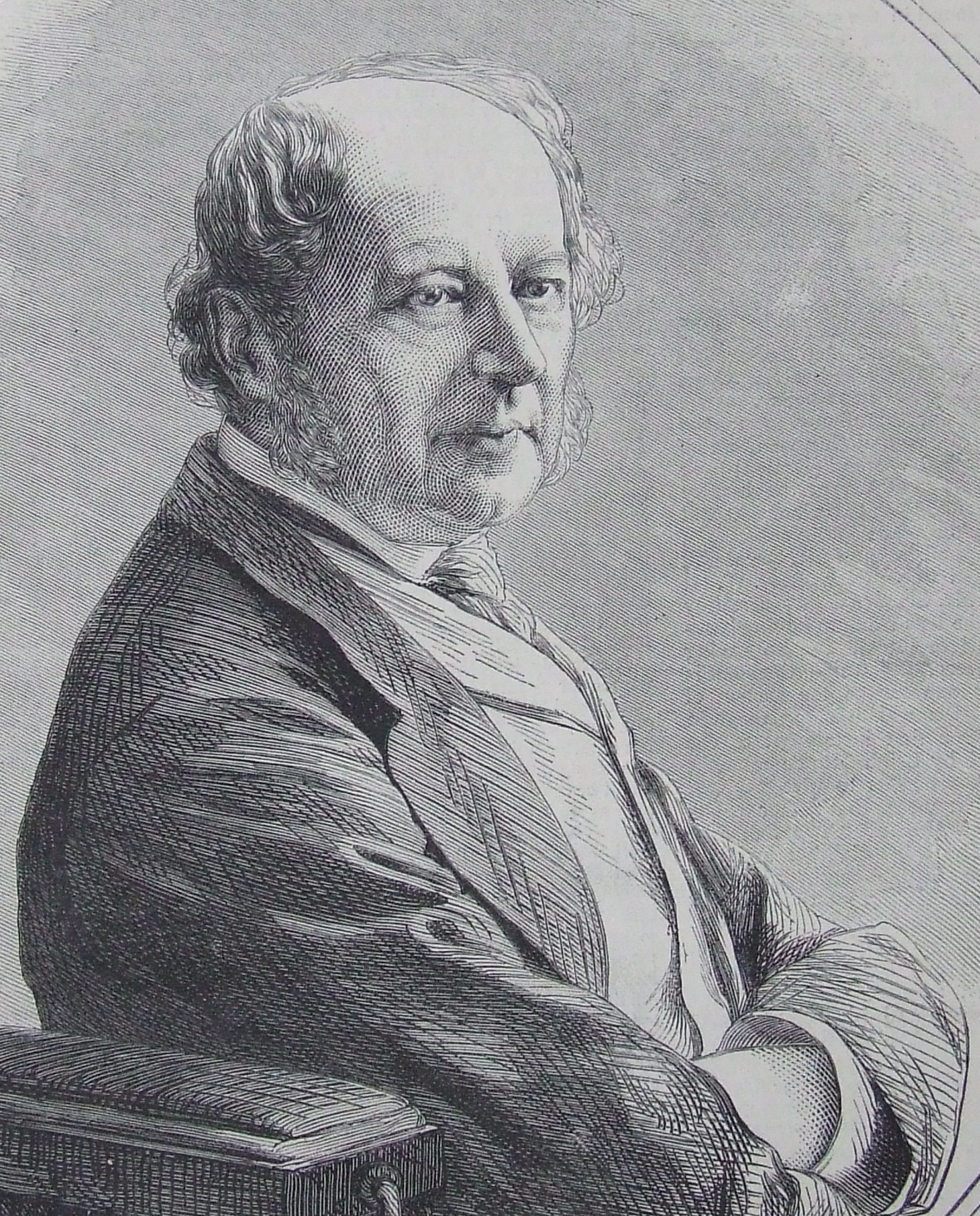
Ferdinand von Beust (1873)

Om de nationaal-liberale beweging, die sinds 1859 in Duitsland weer opkwam, de wind uit de zeilen te nemen, kwam hij in 1861 met een voorstel tot hervorming van de Duitse Bond, dat echter niet werd aangenomen. In de Sleeswijk-Holsteinse kwestie, die in 1863 weer acuut werd, vertegenwoordigde hij de belangen van de Duitse Bond. Dit versterkte zijn band met Oostenrijk en vervreemdde hem nog verder van Pruisen. Het was aan Beusts invloed te danken dat Saksen zich in de Pruisisch-Oostenrijkse Oorlog van 1866 bij Oostenrijk aansloot.
In de binnenlandse politiek was het beleid van Beust, sinds 1858 minister-president, reactionair. Hij beknotte pers en vereniging en perkte met bureaucratie en politie alle vrije bewegingen in.

## Oostenrijk
De Pruisische overwinning in de oorlog maakte Beusts positie als minister-president onder druk van Bismarck onhoudbaar. Hij trad af, maar keizer Frans Jozef I benoemde hem in oktober 1866 onverwachts tot minister van Buitenlandse Zaken van Oostenrijk en in 1867 tot rijkskanselier en minister-president. Zijn diplomatieke ervaring gebruikte hij voor de oplossing van de Hongaarse kwestie die de Habsburgse monarchie dreigde te verscheuren. Hij bewerkstelligde in 1867 de Ausgleich die het rijk verdeelde in een Oostenrijks en een Hongaars deel (Cisleithanië en Transleithanië), overigens met aanzienlijke concessies aan Hongarije. Voor deze verdienste verhief Frans Jozef hem in 1868 in de erfelijke gravenstand. Hij onderhandelde als rijkskanselier vervolgens vergeefs over een Tsjechisch-Oostenrijkse Ausgleich. Naar aanleiding van deze onderhandelingen trad minister-president Carlos von Auersperg, die zich gepasseerd voelde, in 1868 af. Wel kwam in datzelfde jaar met Beusts medewerking de Hongaars-Kroatische Ausgleich tot stand.
Met Frans Jozef probeerde hij vergeefs de Oostenrijkse hegemonie in Duitsland te herstellen en te voorkomen dat de Zuid-Duitse staten zich bij Pruisen aansloten. Hij gold in dezen met Napoleon III als grootste tegenstander van Bismarck. Beust sloot een alliantie met Frankrijk met het doel wraak te nemen voor de vernedering van 1866, maar steunde dit land door te lang aarzelen niet in de Frans-Duitse Oorlog van 1870-1871. In 1871 moest hij toezien hoe onder Pruisische leiding het Duitse Keizerrijk tot stand kwam en Oostenrijk definitief werd uitgesloten.
Frans Jozef ontsloeg hem in oktober 1871. Hij diende vervolgens tot 1878 als Oostenrijks ambassadeur te Londen en daarna te Parijs, tot hij in 1882 met pensioen ging. Hij stierf in 1886.
Beust · K. von Auersperg · Taaffe · Plener · Hasner von Artha · Potocki · Hohenwart · Holzgethan · A. von Auersperg · Stremayr · Taaffe · Windisch-Graetz · Kielmansegg · Badeni · Gautsch von Frankenthurn · Thun ·  Clary-Aldringen · Wittek · Koerber · Gautsch von Frankenthurn · Hohenlohe-Schillingsfürst · Beck · Bienerth-Schmerling · Gautsch von Frankenthurn · Stürgkh · Koerber · Clam-Martinic · Seidler von Feuchtenegg · Hussarek von Heinlein · Lammasch
- Bibliothèque nationale de France: cb14471516v (data)
- Gemeinsame Normdatei: 118510444
- International Standard Name Identifier: 0000 0001 1572 7761
- Library of Congress Control Number: n85138716
- Nationale Bibliotheek van Tsjechië: jo2011629450
- Nationale Bibliotheek van Israël: 987007273936105171
- Nationale en Universitaire bibliotheek Zagreb: 000686403
- Nederlandse Thesaurus van Auteursnamen: 073026700
- Réseau des bibliothèques de Suisse occidentale: 02-A003002404
- LIBRIS: 178189
- SNAC: w68t3hs7
- Système universitaire de documentation: 07102767X
- Virtual International Authority File: 64232009
- WorldCat: E39PBJfh79GT68rwvTvCMc7T73